# Сяо Юмэй
Сяо Юмэй (кит. трад. 蕭友梅, упр. 萧友梅, пиньинь Xiāo Yǒuméi; 7 января 1884, Чжуншань, Гуандун — 31 декабря 1940, Шанхай, Режим Ван Цзинвэя) — китайский музыкальный педагог и композитор.

## Биография
Сяо родился в уезде Чжуншань, провинция Гуандун, в музыкальной семье. С западной музыкой он познакомился в раннем возрасте в Макао, куда его семья переехала в 1889 году. Там же он познакомился с Сунь Ятсеном. В 1899 году он поступил в неполную среднюю школу Шиминь в Гуанчжоу (时敏学堂). В 1901 году он отправился в Японию, где обучался на философском факультете Токийского университета, дополнительно обучаясь игре на фортепиано и вокалу. В 1906 году в Японии вступил в ряды Тунмэнхой. В 1910 году он вернулся в Китай, где получил степень цзюйжэнь на имперском экзамене для студентов, обучавшихся за границей. После революции 1911 года, когда Сунь Ятсен стал президентом, Сяо Юмэй был назначен секретарем Президентского дворца.
После прихода к власти Юаня Шикая Юмэй продолжил обучение за границей, на этот раз в Германии, в Лейпцигском университете и Лейпцигской Королевской консерватории (ныне Лейпцигская высшая школа музыки и театра), где защитил докторскую диссертацию. Темой докторской диссертации было историческое исследование китайского оркестра до семнадцатого века; Сяо Юмэй стал первым человеком в Китае, получившим докторскую степень в иностранном университете. Одним из его учителей был Хуго Риман. В октябре 1916 года он поступил на философский факультет Берлинского университета, где продолжил исследования.
По возвращении в Китай в 1920 году работал редактором-рецензентом в Министерстве образования Китайской Республики. В 1921-м году был директором группы музыкальных исследований Национального Пекинского университета. В 1922 году по его рекомендации эта группа была официально переименована в Институт музыкальных исследований Пекинского университета. Он также стал управляющим директором этого института. В 1927 году Цай Юаньпей поддержал его в создании первого в Китае специализированного высшего музыкального учебного заведения - Национального музыкального колледжа, который в сентябре 1929 года по его предложению преобразован в Национальный институт музыки (в 1949 году переименован в Шанхайскую консерваторию, которой и остаётся по сей день). Он был президентом института до своей смерти в 1940 году. Он сам разработал учебную программу «Революция исследований старой музыки» (и истории китайской древней музыки), а также сам написал учебники.

## Работы
Сяо Юмэй был одним из первых композиторов Китая, который освоил западные композиционные техники и включил их в свои произведения. За свою жизнь он написал более 100 произведений. К ним относятся фортепианные произведения, оркестровые произведения, скрипичные и другие струнные произведения, а также хоровые произведения. Среди его музыкальных произведений - струнный квартет «Серенада» (1916 г., первое произведение китайского репертуара), фортепианные пьесы «Ламентационные цитаты», «Новый неоновый танец», виолончельная пьеса «Осенние мысли», более 100 вокальных произведений, таких как «Вопрос» и «Патриотическая песня мемориала Четвертого мая». 
Юмэй написал множество учебников, в том числе для органа (1924 г.), фортепиано (1924 г.), скрипки (1927 г.), гармонии (1927 г.) и общей музыки (1928 г.). Кроме того, он является автором более пятидесяти музыкальных публикаций. Среди его музыковедческих работ - «Гармония», «Общее музыковедение», «Сравнительное изучение китайской и западной музыки», «Обзор древних и современных китайских и западных гамм» и «Обзор истории китайской музыки на протяжении веков». В семидесятую годовщину его смерти Центральная консерватория, Китайский национальный симфонический оркестр и Китайский фонд развития симфонического оркестра установили бронзовую статую Сяо Юмэя в Концертном зале Пекина.